# 広島県道419号坂瀬川駅家線
広島県道419号坂瀬川駅家線（ひろしまけんどう419ごう さかせがわえきやせん）は、広島県神石郡神石高原町から福山市に至る一般県道である。

## 概要
神石郡神石高原町坂瀬川から福山市駅家町大字法成寺に至る。

### 路線データ
- 起点：神石郡神石高原町坂瀬川（国道182号交点）
- 終点：福山市駅家町大字法成寺（広島県道392号中野駅家線交点）
- 総延長：14.7 km
- 異常気象時通行規制区間：神石郡神石高原町坂瀬川 - 福山市駅家町大字服部本郷（6.6 km）

## 歴史
- 1960年（昭和35年）10月10日 - 広島県告示第682号により広島県道213号坂瀬川駅家線として認定される。
- 1972年（昭和47年）11月1日 - 広島県の県道番号再編により現行の県道番号に変更される。
- 1975年（昭和50年）2月1日 - 芦品郡駅家町が福山市に編入されたことにより終点の地名表記が変更される（芦品郡駅家町法成寺→福山市駅家町法成寺）。
- 2004年（平成16年）11月5日 - 神石郡の全町村が対等合併して神石郡神石高原町が成立したことにより起点の地名表記が変更される（神石郡三和町坂瀬川→神石郡神石高原町坂瀬川）。

## 路線状況

### 重複区間
- 広島県道462号百谷新市線（福山市駅家町大字服部永谷 - 福山市駅家町大字新山）

### 道路施設

#### 橋梁
- 服部橋（服部川、福山市）

## 地理

### 通過する自治体
- 広島県
  - 神石郡神石高原町 - 福山市

### 交差する道路
| 交差する道路                         | 市町村名 | 市町村名   | 交差する場所       | 交差する場所 |
| ------------------------------------ | -------- | ---------- | ------------------ | ------------ |
| 国道182号 国道314号 重複             | 神石郡   | 神石高原町 | 坂瀬川             | 起点         |
| 広島県道462号百谷新市線 重複区間起点 | 福山市   | 福山市     | 駅家町大字服部永谷 |              |
| 広島県道398号新山府中線              | 福山市   | 福山市     | 駅家町大字新山     |              |
| 広島県道462号百谷新市線 重複区間終点 | 福山市   | 福山市     | 駅家町大字新山     |              |
| 広島県道392号中野駅家線              | 福山市   | 福山市     | 駅家町大字法成寺   | 終点         |

### 沿線
- 蛇円山 - 標高545.8 m
- 服部郵便局
- 服部大池 - 江戸時代初頭に築造された大規模なため池。人柱伝説がある。